# Jürgen Haug (Schriftsteller)
Jürgen Lothar Harald Haug  (* 22. April 1940 in Frankfurt am Main; † 2. Juli 2012 in Baden-Baden) war ein deutscher Hörspiel- und Prosaautor.

## Leben
Haug schloss nach dem Besuch der Mittelschule eine kaufmännische Lehre ab. Als
Wehrdienstverweigerer absolvierte er seinen Ersatzdienst in einer Herberge für Obdachlose. Aus seinen Erfahrungen dort entstand mit Aufzeichnungen aus einer Wandererherberge eine umfassende Dokumentation zur psychosozialen Situation von obdachlosen Männern in der BRD der 60er Jahre.
Er arbeitete unter anderem als Disponent und Produktionsassistent beim Fernsehen. Seit 1962 begann er, sich als Hörspielautor zu etablieren.  Das Hörspiel Die Tauben oder Das goldene Sportabzeichen wurde mit dem Dr. Kurt Magnus-Preis der ARD ausgezeichnet.
Daneben entstand mit Die Kellerassel ein Roman zur Situation eines homosexuellen jungen Mannes in der BRD der 50er bis 70er Jahre.

## Werk

### Hörspiele
- Das vermißte Zeichen (SWF 1962)
- Grüße ohne Absender (BR 1963)
- Die Tauben oder Das goldene Sportabzeichen  (HR 1963)
- Anabasis (RIAS 1968)
- Kellerassel  (RIAS 1980/1, mit Hannelore Hoger)
- Hart auf Hart  (RIAS 1981)
- Szenen aus einer Wandererherberge  (SFB/BR/SWF 1982, mit Otto Sander und Hannelore Hoger)
- Die Abteilung (SWF 1983)
- Frühe Spuren (RIAS 1984, mit Meret Becker und Gerd Wameling)
- Tapetenwechsel  (RB/SR 1984, Regie: Gottfried von Einem, mit Nina Hoger)
- Der Schmerz  (RIAS/BR 1982)  (ORF 1984)
- Gespräche, Kontakte, Beziehungen (SFB 1986, mit Peter Simonischek)
- Nachtzug  (BR 1987)
- Unerhörte Begebenheit (RB 1987, Regie: Gottfried von Einem)

### Prosa
- Aufzeichnungen aus einer Wandererherberge. Ein Fragment (Bad Godesberg 1975) (2. Auflage Berlin 2013) pdf ISBN 978-3-923211-23-4
- Die Kellerassel. Aus einem anderen Leben (Amsterdam 1981; 2. Auflage Asslar 1985; 3. Auflage Berlin 2014 unter dem Titel Kellerassel) pdf ISBN 978-3-923211-30-2